# Alpine Skiweltmeisterschaften 1932
Die 2. Alpinen Skiweltmeisterschaften fanden vom 4. bis 6. Februar 1932 in Cortina d’Ampezzo in Italien statt. Zu ihrer Zeit wurden die Wettkämpfe als FIS-Meisterschaften oder einfach FIS-Rennen bezeichnet, erst ab 1937 trugen die Veranstaltungen offiziell den Titel Weltmeisterschaften.

## Männer

### Abfahrt
| Platz | Sportler          | Land               | Zeit        |
| ----- | ----------------- | ------------------ | ----------- |
| 1     | Gustav Lantschner | Österreich         | 5:10,00 min |
| 2     | David Zogg        | Schweiz            | 5:12,60 min |
| 3     | Otto Furrer       | Schweiz            | 5:22,60 min |
| 4     | Hans Hauser       | Österreich         | 5:24,20 min |
| 5     | Renato Valle      | Königreich Italien | 5:24,60 min |
| 6     | Anton Seelos      | Österreich         | 5:28,00 min |
| 7     | Fritz Steuri II   | Schweiz            | 5:30,00 min |
| 8     | Rudolph Matt      | Österreich         | 5:32,60 min |
| 9     | Martin Neuner     | Deutsches Reich    | 5:38,60 min |
| 10    | Jacob Lackner     | Österreich         | 5:40,00 min |

Datum: Donnerstag, 4. Februar 1932, Start: 12:00 Uhr MEZ
Strecke: Nuvolau-Cinzope, Länge: 5400 m, Höhenunterschied: 800 m
Teilnehmer: 43 gestartet; 36 gewertet;

### Slalom
| Platz | Sportler          | Land               | Zeit       |
| ----- | ----------------- | ------------------ | ---------- |
| 1     | Friedl Däuber     | Deutsches Reich    | 1:26,1 min |
| 2     | Otto Furrer       | Schweiz            | 1:27,0 min |
| 3     | Hans Hauser       | Österreich         | 1:29,3 min |
| 4     | Anton Seelos      | Österreich         | 1:34,9 min |
| 5     | Fritz Steuri II   | Schweiz            | 1:35,1 min |
| 6     | Franz Zingerle    | Österreich         | 1:37,3 min |
| 7     | Renato Valle      | Königreich Italien | 1:37,6 min |
| 8     | Martin Neuner     | Deutsches Reich    | 1:38,2 min |
| 9     | Hermann Steuri    | Schweiz            | 1:38,3 min |
| 10    | Gustav Lantschner | Österreich         | 1:39,4 min |

Datum: Samstag, 6. Februar 1932
Strecke: Höhenunterschied: 200 m
Kurssetzer: Walter Amstutz, Schweiz
Teilnehmer: 36 gestartet; 30 gewertet;

### Alpine Kombination
| Platz | Sportler          | Land               | Punkte |
| ----- | ----------------- | ------------------ | ------ |
| 1     | Otto Furrer       | Schweiz            | 97,555 |
| 2     | Hans Hauser       | Österreich         | 96,015 |
| 3     | Gustav Lantschner | Österreich         | 93,300 |
| 4     | Friedl Däuber     | Deutsches Reich    | 92,755 |
| 5     | Anton Seelos      | Österreich         | 92,585 |
| 6     | David Zogg        | Schweiz            | 92,465 |
| 7     | Fritz Steuri II   | Schweiz            | 92,220 |
| 8     | Renato Valle      | Königreich Italien | 91,850 |
| 9     | Martin Neuner     | Deutsches Reich    | 89,610 |
| 10    | Rudolph Matt      | Österreich         | 89,540 |

Datum: Donnerstag, 4. und Samstag, 6. Februar 1932
Teilnehmer: 43 gestartet; 30 gewertet;

## Frauen

### Abfahrt
| Platz | Sportler               | Land                   | Zeit       |
| ----- | ---------------------- | ---------------------- | ---------- |
| 1     | Paula Wiesinger        | Königreich Italien     | 7:13,8 min |
| 2     | Inge Wersin-Lantschner | Österreich             | 7:17,8 min |
| 3     | Hadwig Lantschner      | Österreich             | 7:25,0 min |
| 4     | Audrey Sale-Barker     | Vereinigtes Königreich | 7:40,6 min |
| 5     | Wendy Tarbutt          | Vereinigtes Königreich | 7:59,6 min |
| 6     | Ella Maillart          | Schweiz                | 8:01,0 min |
| 7     | Gerda Paumgarten       | Österreich             | 8:01,6 min |
| 8     | Rösli Streiff          | Schweiz                | 8:06,4 min |
| 9     | Mädi Schmidt           | Deutsches Reich        | 8:07,2 min |
| 10    | Irma Schmidegg         | Österreich             | 8:15,0 min |

Datum: Donnerstag, 4. Februar 1932, Start: 12:00 Uhr MEZ
Strecke: Nuvolau-Cinzope, Länge: 3500 m, Höhenunterschied: 660 m
Teilnehmer: 33 gestartet; 30 gewertet;

### Slalom
| Platz | Sportler               | Land                   | Zeit       |
| ----- | ---------------------- | ---------------------- | ---------- |
| 1     | Rösli Streiff          | Schweiz                | 2:02,9 min |
| 2     | Audrey Sale-Barker     | Vereinigtes Königreich | 2:13,0 min |
| 3     | Doreen Elliott         | Vereinigtes Königreich | 2:13,5 min |
| 4     | Hadwig Lantschner      | Österreich             | 2:16,6 min |
| 5     | Lois Butler            | Vereinigtes Königreich | 2:17,0 min |
| 6     | Inge Wersin-Lantschner | Österreich             | 2:17,7 min |
| 7     | Helen Boughton-Leigh   | Vereinigtes Königreich | 2:20,8 min |
| 8     | Irma Schmidegg         | Österreich             | 2:23,6 min |
| 9     | Mädi Schmidt           | Deutsches Reich        | 2:27,0 min |
| 10    | Emmy Ripper            | Österreich             | 2:30,6 min |

Datum: Freitag, 5. Februar 1932
Strecke: Nuvolau-Cinzope
Teilnehmer: 31 gestartet; 30 gewertet;

### Alpine Kombination
| Platz | Sportler               | Land                   | Punkte |
| ----- | ---------------------- | ---------------------- | ------ |
| 1     | Rösli Streiff          | Schweiz                | 94,588 |
| 2     | Inge Wersin-Lantschner | Österreich             | 94,155 |
| 3     | Hadwig Lantschner      | Österreich             | 93,700 |
| 4     | Audrey Sale-Barker     | Vereinigtes Königreich | 93,270 |
| 5     | Doreen Elliott         | Vereinigtes Königreich | 89,300 |
| 6     | Paula Wiesinger        | Königreich Italien     | 88,855 |
| 7     | Irma Schmidegg         | Österreich             | 86,600 |
| 8     | Mädi Schmidt           | Deutsches Reich        | 86,300 |
| 9     | Wendy Tarbutt          | Vereinigtes Königreich | 85,675 |
| 10    | Gerda Paumgarten       | Österreich             | 84,845 |

Datum: Donnerstag, 4. und Freitag, 5. Februar 1932
Teilnehmer: 33 gestartet; 29 gewertet;

## Medaillenspiegel
| Platz | Land                   | Gold | Silber | Bronze | Gesamt |
| ----- | ---------------------- | ---- | ------ | ------ | ------ |
| 1     | Schweiz                | 3    | 2      | 1      | 6      |
| 2     | Österreich             | 1    | 3      | 4      | 8      |
| 3     | Deutsches Reich        | 1    | –      | –      | 1      |
| 3     | Königreich Italien     | 1    | –      | –      | 1      |
| 5     | Vereinigtes Königreich | –    | 1      | 1      | 2      |